# Куріпка довгодзьоба
Куріпка довгодзьоба (Rhizothera longirostris) — вид куроподібних птахів родини фазанових (Phasianidae). Мешкає в Південно-Східній Азії. Саравацька куріпка раніше вважалася підвидом довгодзьобої куріпки, однак була визнана окремим видом.

## Опис
Довжина птаха становить 30-35 см, самці важать 800 г, самиці 700 г. У самців голова з боків, шия і горло іржасто-руді, лоб, тім'я і потилиця темно-каштанові. Груди сірі, решта нижньої частини тіла рудувато-коричнева, живіт і гузка дещо світліші. Верхня частина тіла плямиста, каштаново-чорна, на крилах є білуваті плями. Дзьоб міцний, довгий, вигнутий донизу. Самиці мають подібне забарвлення, однак сіра смуга на грудях у них відсутня, обличчя, горло і нижня частина тіла у них повністю рудувато-коричневі.

## Поширення і екологія
Довгодзьобі куріпки мешкають на Малайському півострові (на південь від південної М'янми і південного Таїланду), на Суматрі і Калімантані (за винятком центральної і північно-західної частин острова). Вони живуть в густих бамбукових заростях та у відносно сухих тропічних лісах. Зустрічаються територіальними парами, на висоті до 1000 м над рівнем моря, місцями на висоті до 1500 м над рівнем моря. В кладці від 2 до 5 яєць, інкубаційний період триває 18-19 днів.

## Збереження
МСОП класифікує стан збереження цього виду як близький до загрозливого. Довгодзьобим куріпкам загрожує знищення природного середовища.